# Rue Clovis (Reims)
Pour les articles homonymes, voir Rue Clovis (homonymie).
La rue Clovis est une voie de la commune de Reims, située dans le département de la Marne (département), en région Grand Est.

## Situation et accès
La rue Clovis débute à la rue de Vesle et finit rue de Venise.
Au niveau du n° 35 se trouvent les traces d'un verger du début du Ier siècle, sur soixante ares ; il a été vraisemblablement vite abandonné, des traces d'inondations de la Vesle ayant été observées.
La voie est à sens unique.

## Origine du nom
Elle doit son nom au roi des Francs Clovis Ier (465-511).

## Historique
Cette rue est l'ancienne « rue d'Amour ». 
Une ordonnance du 29 avril 1839 fut prise afin de la prolonger à droite et à gauche de la rue de Vesle.
En 1856 on projeta de la faire partir des Promenades pour rejoindre la rue Folle-Peine. Elle fut ouverte de la rue de Vesle à la rue des Carmélites en 1858.
En 1864, la partie de la rue Folle-Peine, comprise entre la rue du Jard et la rue de Venise, prit le nom de Clovis.

## Bâtiments remarquables et lieux de mémoire
- Au n°49 :  Synagogue de Reims ;
- Au n°100 :  immeuble remarquable dont la reconstruction dans un style d'architecture éclectique par l’emploi de superpositions stylistiques, est repris comme éléments de patrimoine d’intérêt local local [1].
- Au n°125 : immeuble remarquable dont la reconstruction dans un style d'architecture néo-Renaissance flamande, est repris comme éléments de patrimoine d’intérêt local[2], construit en 1895 par l'architecte Armand Mauroy pour la famille Huttin. La maison a accueilli le Service régional des Œuvres sociales de l'Air.

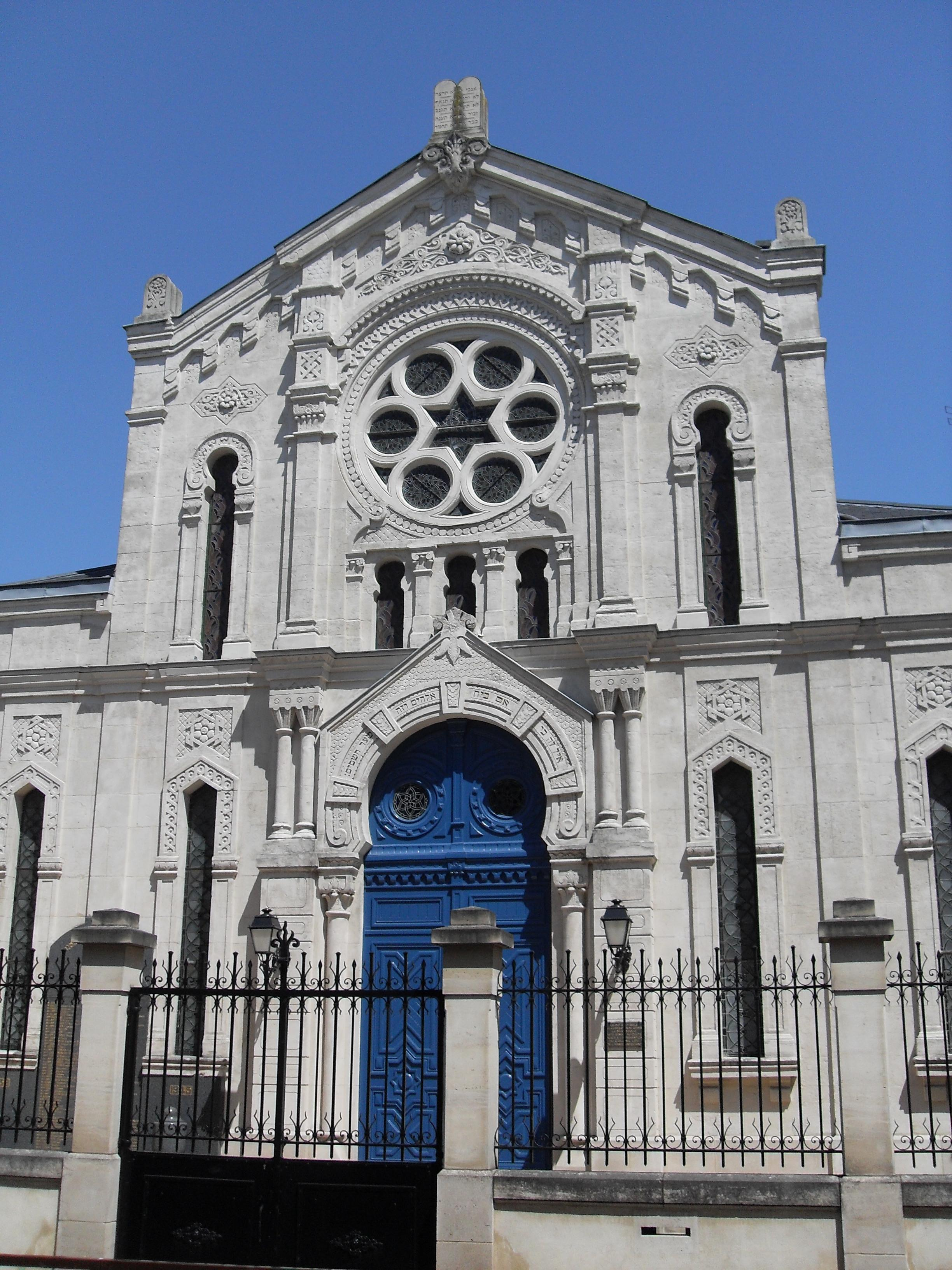
Façade sur rue de la synagogue ;
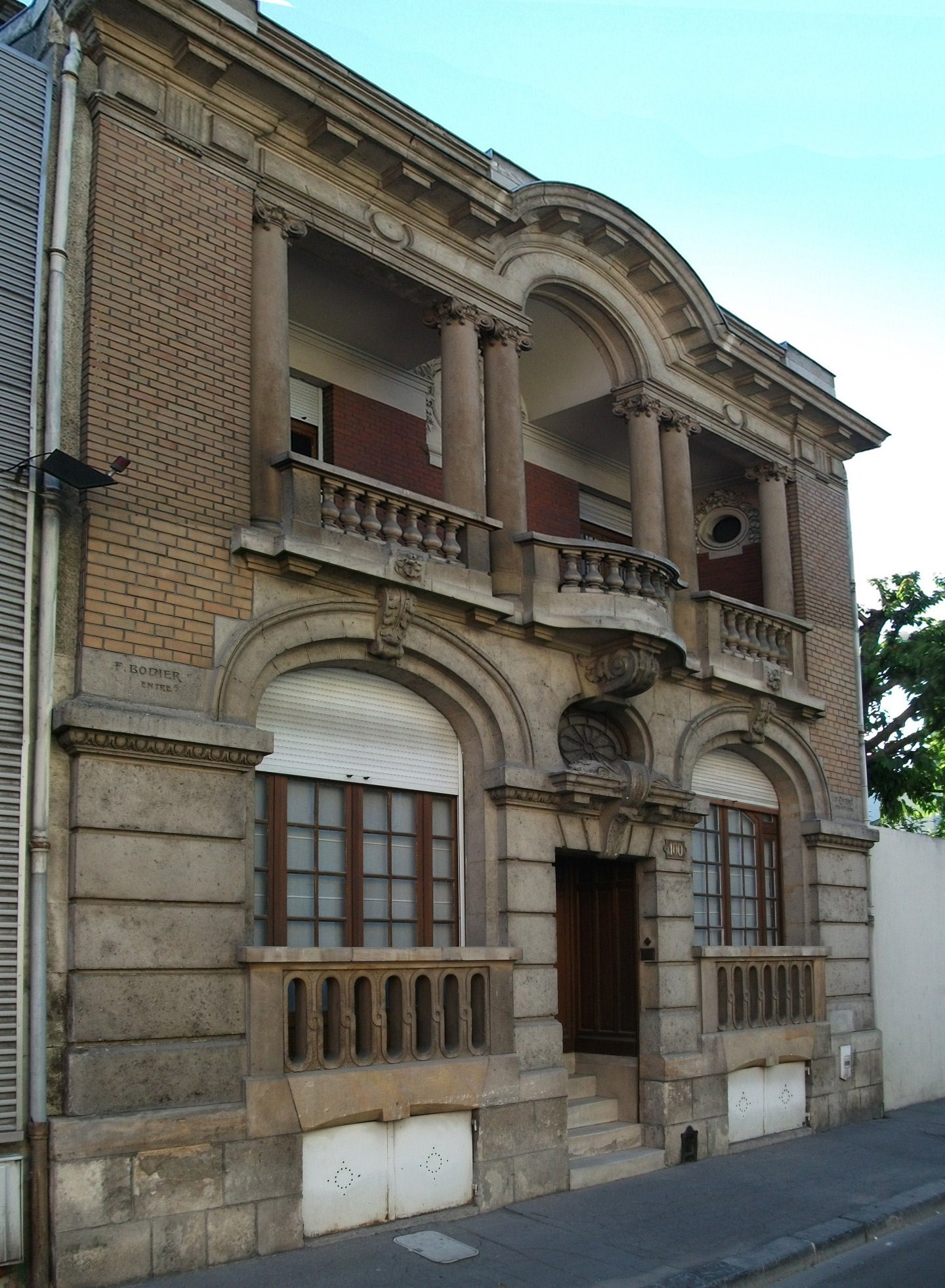
n°100 rue clovis ;
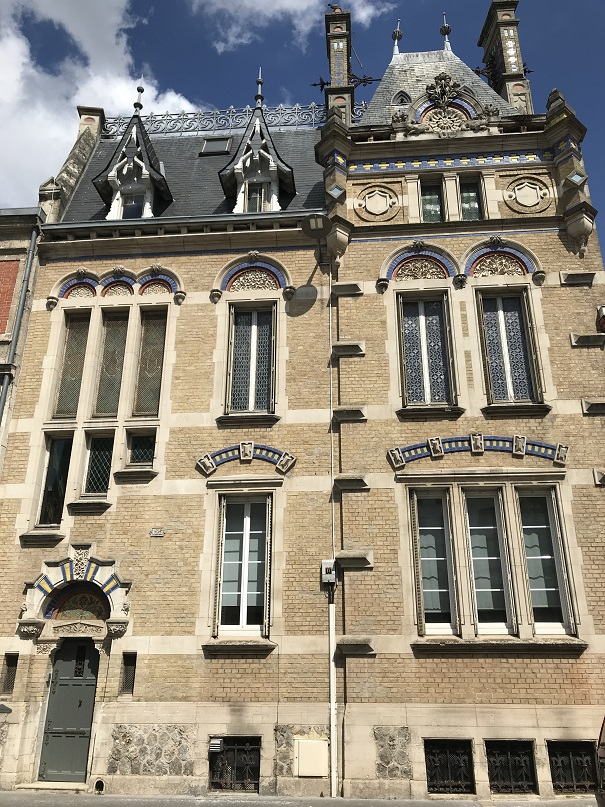
125 Rue Clovis (Reims).